# 戚學標
戚学标（1742年—1824年），字翰芳，号鹤泉，太平县泽国（今温岭市）人。

## 生平
自幼从天台齐召南遊學。博通经史，精於声韵训诂之学。乾隆三十年（1765年）拔贡，掌教县城鹤鸣书院。乾隆四十三年曾應孔繼涵邀聘至孔府任教，教授孔廣栻、孔廣根等人。乾隆四十六年（1781年）辛丑科进士，官河南涉县知县，當時县里有闊布的攤派，百姓苦之，戚学标通过努力争取，使攤派得以减少。後因得罪学使鲍桂星，被免職。嘉庆十五年（1810年）主持《嘉庆太平县志》修成。嘉庆十八年（1813年）任宁波教授，三年後归里，居家著述。道光四年（1824年）去世。

## 著作
著有《漢學諧聲》二十四卷、《鶴泉文鈔》二卷、《說文補考》一卷、《說文又考》一卷、《仙源詩餘》一卷、《三台詩話》二卷等。